# Маскат
Маска́т (араб. مسقط‎ [ˈmasqatˤ]) — столица и крупнейший мегаполис Омана, также место расположения правительства и крупнейший город одноимённого губернаторства. В состав мегаполиса, площадь которого составляет почти 3500 км², входят 6 вилайетов. По данным Национального центра статистики и информации, общая численность населения губернаторства в сентябре 2015 года составила 1,56 млн человек.
Ранняя история города малоизучена; в Средние века Маскат стал крупным портом, обслуживавшим корабли на пути в Персию и Индию. В XVI веке оккупирован Португалией, а в конце XVII века Маскат стал столицей могущественной Оманской империи, которой в зените принадлежали владения от берега Суахили до берега современного Ирана. После прихода к власти в 1970 году в Омане султана Кабуса бен Саида в Маскате началось активное усовершенствование инфраструктуры, в результате чего сформировались динамично развивающаяся экономика и многонациональное общество.
В основном город расположен в скалистых горах Хаджар, на побережье Оманского залива, недалеко от Ормузского пролива. Ландшафт старого города формируют расположенные в низине белые дома, а на северо-восточной окраине агломерации, где находится порт Султан-Кабус, расположены характерные корниш и гавань. Основу экономики города составляют торговля, в том числе нефтью и газом, а также обслуживание судов в порту.

## Этимология
Точное происхождение названия «Маскат» не установлено. Самая вероятная версия заключается в том, что доарабское название города было арабизировано и превратилось в Маскат; доказательством этого является встречавшаяся вплоть до недавнего времени вариативность в его написании.
Некоторые учёные считают, что слово происходит от арабского «мосха», в переводе означающего «надутая шкура» или «кожа». Другие же утверждают, что термин обозначает «стоянку на якоре» или «место, в котором опускаются якоря».
Ряд источников приводит точку зрения, согласно которой слово «Маскат» в переводе с древнеперсидского языка означает «сильно пахнущий» или же происходит от арабских существительного «впадина» или прилагательного «скрытый». Историк Джон Крейвен Уилкинсон считает обе эти версии малообоснованными.
От названия города происходит именование иранского десерта  مسقطی масгати. Считается, что сладость возникла в Маскате и затем распространилась по всей Персидской империи.

## География и геология
Маскат расположен на северо-востоке Омана. К западу от него лежат равнины Эль-Батины, а к востоку — регион Эш-Шаркия; северный и западный берег города омывает Оманский залив, образующий две естественные бухты — Маскат и Матрах. Западный берег прилегает к горам Хаджар, южнее Маската проходит Северный тропик.
Берег залива в районе Маската сложены эффузивными породами, серпентинитом и диоритом. Холмы и горы сформированы из типичных для юго-востока Аравийского полуострова плутонических пород: серпентинита, зелёного сланца и базальта. На юг от Маската вулканические породы вздымаются на высоту до 1800 м в регионе Эд-Дахилия. Там же располагается высочайшая горная цепь Омана, Эль-Ахдар. Холмы Маската богаты железом, но безлесны.
С запада на восток город пересекает шоссе имени султана Кабуса.

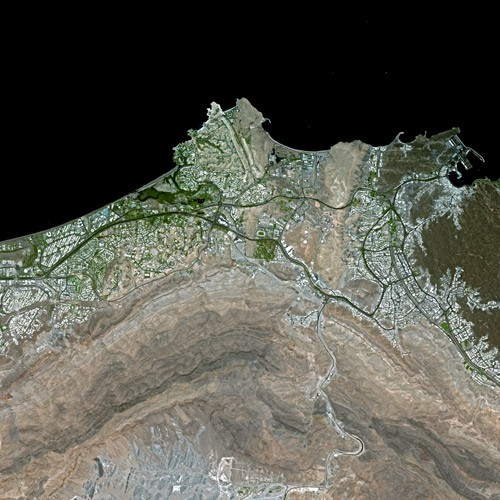
Спутниковый снимок современного Маската

### Климат
| Показатель                    | Янв. | Фев. | Март | Апр. | Май  | Июнь | Июль | Авг. | Сен. | Окт. | Нояб. | Дек. |
| ----------------------------- | ---- | ---- | ---- | ---- | ---- | ---- | ---- | ---- | ---- | ---- | ----- | ---- |
| Абсолютный максимум, °C       | 34,6 | 38,2 | 41,5 | 44,9 | 48,3 | 48,5 | 49,1 | 49,2 | 47,2 | 43,6 | 39,4  | 37,8 |
| Средний суточный максимум, °C | 25,5 | 26,1 | 29,8 | 34,7 | 39,5 | 40,4 | 38,6 | 36,2 | 36,3 | 35,0 | 30,5  | 27,1 |
| Средняя температура, °C       | 21,3 | 21,9 | 25,2 | 29,8 | 34,2 | 35,2 | 34,3 | 32,0 | 31,4 | 29,7 | 25,7  | 22,6 |
| Средний суточный минимум, °C  | 17,3 | 17,6 | 20,7 | 24,7 | 29,1 | 30,6 | 30,4 | 28,4 | 27,5 | 24,9 | 20,9  | 18,9 |
| Абсолютный минимум, °C        | 1,6  | 2,3  | 7,0  | 10,3 | 17,2 | 21,6 | 23,5 | 21,3 | 19,0 | 14,3 | 9,4   | 4,5  |
| Норма осадков, мм             | 12,8 | 24,5 | 15,9 | 17,1 | 7,0  | 0,9  | 0,2  | 0,8  | 0,0  | 1,0  | 6,8   | 13,3 |
| Источник: NOAA                |      |      |      |      |      |      |      |      |      |      |       |      |

## Флора и фауна
Основную массу растительности Маската составляют галофитные пустынные виды, которые могут произрастать на солончаках-себхах. В резервате Курум произрастают Arthrocnemum macrostachyum и Halopeplis Perfoliata, в заливе во множестве находятся коралловые рифы. В тихих водах у городов-сателлитов Джуссы и Хайрана обитают колонии Acropora, и небольшие рифы Porites. Залив богат крабами, лангустами, сардинами и пеламидами. В пресноводных эстуариях, в частности, в резервате Курум, обитают стеклянные окуни.

## История

### Древнейшая история и первые упоминания
Данные об истории Маската и ближайших к нему поселений до XVI века обрывочны и редки; причиной, в частности, являются постоянные перестройки города, особенно бурные с 1970-х. При этом, учитывая его удобное положение в заливе, обилие пресной воды и защиту окружающими его холмами, а также то, что в соседних населённых пунктах вроде Бандар-эль-Джиссы люди жили ещё в доисторические времена, можно заключить, что примерно в то же время был основан и Маскат.
Изолированность Маската от остального мира, в отличие от расположенных поблизости портов Сухар и Калхат, обусловлена несколькими факторами. Зимой с севера в бухту задувает ветер шамаль, мешающий судоходству, тогда как горы блокировали доступ к Маскату с суши. Город стоит на неподходящих для сельского хозяйства почвах, и единственной причиной посещения города веками оставалось наличие там источников пресной воды.
Возможное первое упоминание Маската находится на карте Аравии Клавдия Птолемея: там обозначены территории портовых городов Криптуса и Мосхи. Возможно Маскат поименован «Криптос-Лимен» в сочинении Птолемея Перипл Эритрейского моря, что означает «тайная гавань». Учёные расходятся в мнении, с каким конкретно идентифицировать Маскат. Сходным образом Флавий Арриан в «Путешествии Неарха» упоминает Оману и Мосху. Согласно толкованиям сочинения Арриана, произведённым Уильямом Винсентом и Жаном Батистом Бургиньоном де Анвилем, Омана представляет собой Оман, а Мосха — Маскат. Совершенно аналогично ряд иных исследователей считает упоминающуюся Плинием Старшим Амитоскуту Маскатом. Маскат упомянут в двух сочинениях IX века как последний порт по дороге в Индию из Персидского залива, где можно запастись пресной водой. Ибн Баттута кратко упомянул «небольшое поселение» Маскат в 1330 году. Около 1470 и 1474 годов город посещал Афанасий Никитин, упомянувший его в своих путевых записках «Хожение за три моря» под названием «Мошкат».

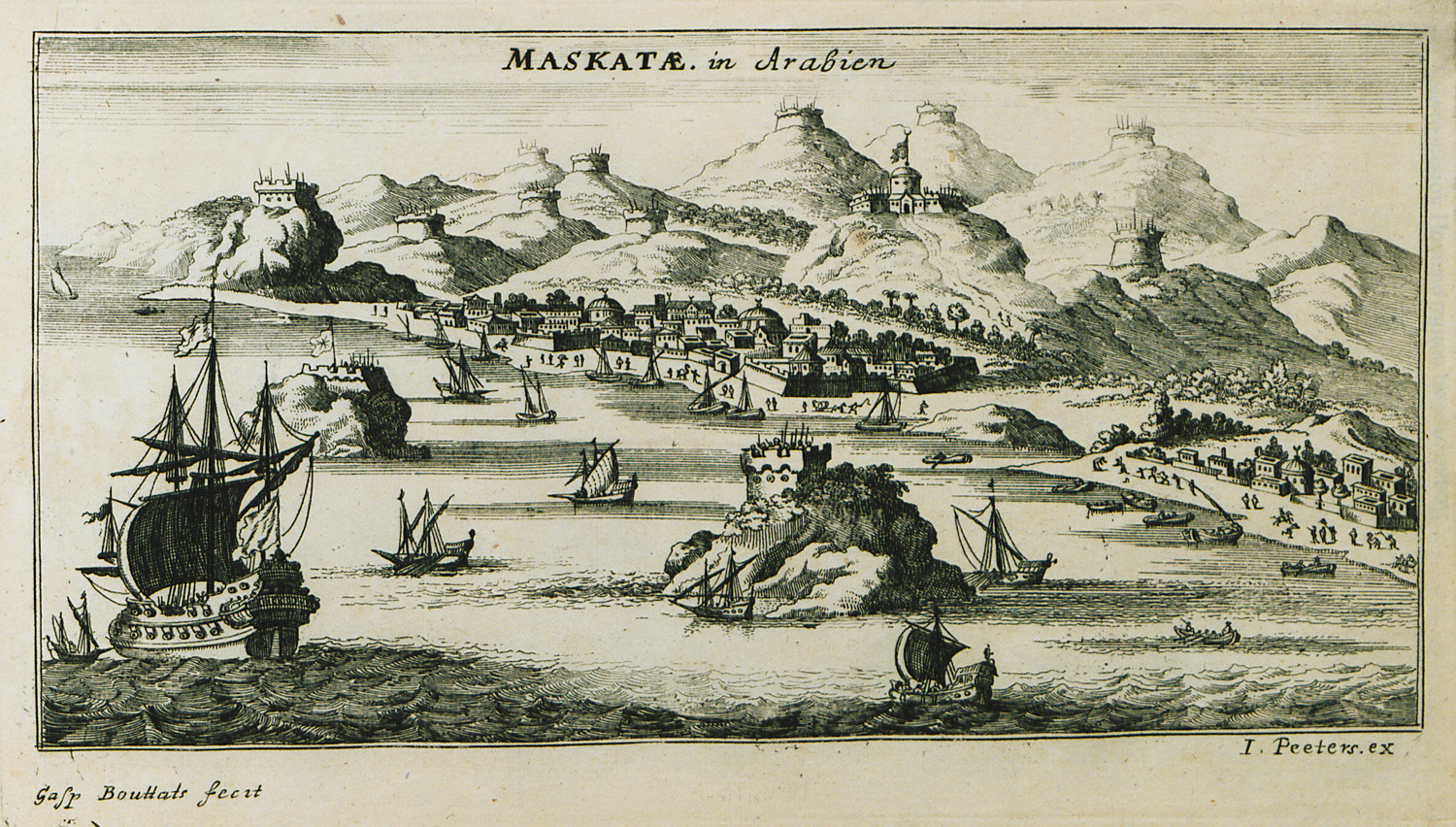
Французская гравюра 1690 года
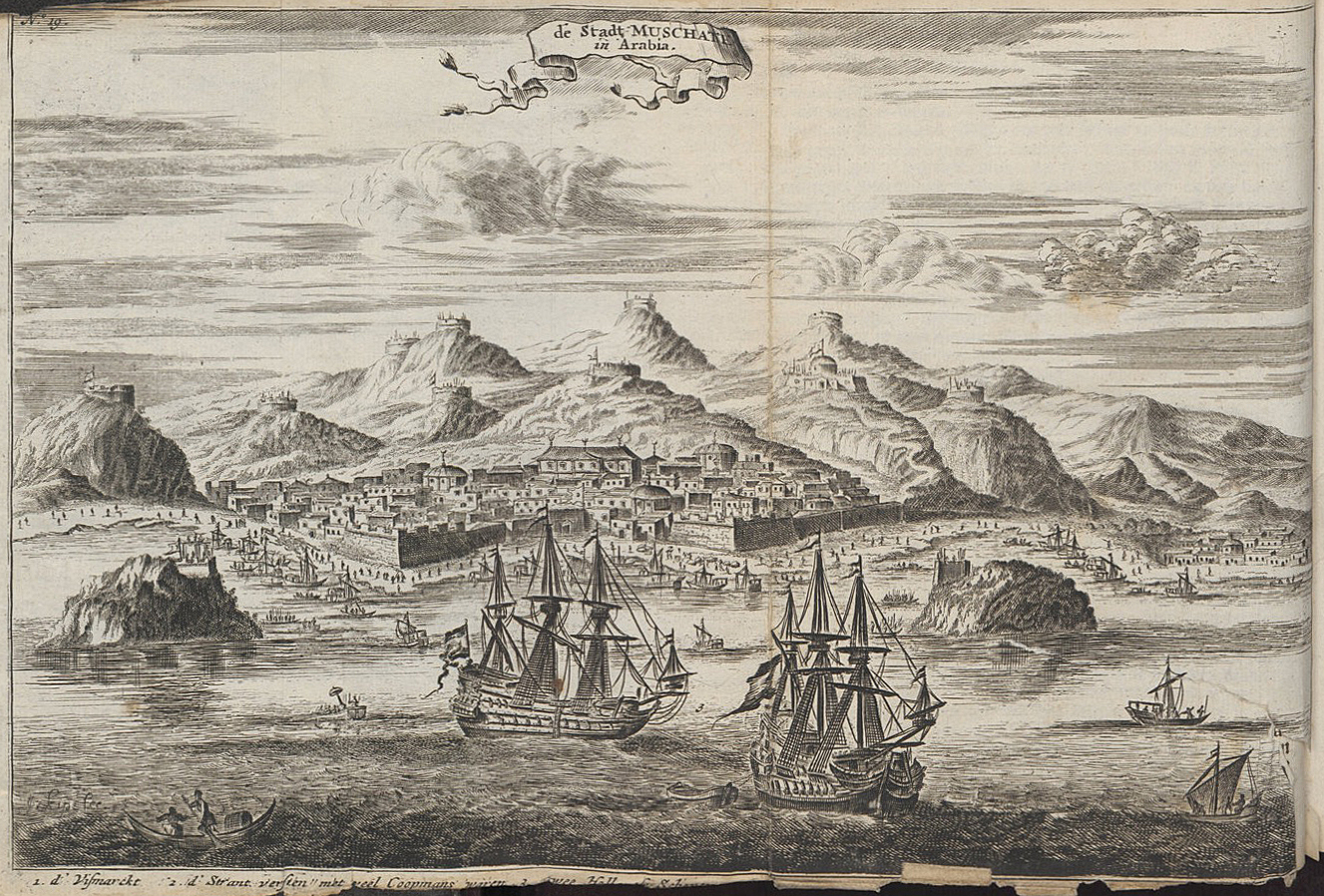
Голландская гравюра 1746 года
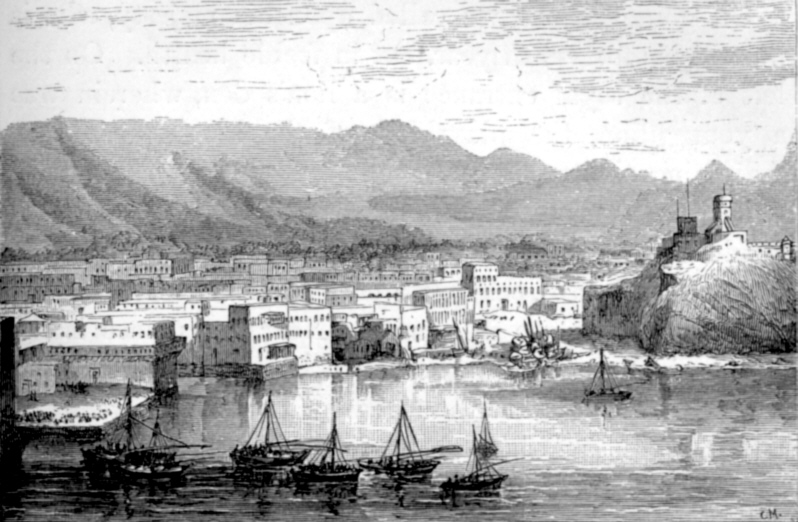
Вид на город, 1876

### Португальское владычество
Развитие судостроительства и торговли привели к тому, что в XIII—XV веках Маскат превратился в перевалочный пункт на пути в Персию и Индию. Ахмад ибн Маджид хвалил Маскат, называя его «непревзойдённым портом».
Оманский берег вызвал интерес Португалии, вторгшейся в Маскат в 1507 году. Португальское владение в значительной мере определило облик города: в частности, при нём были укреплены волнорез с пушками и городская стена; почти все здания, включая деревянную джума-мечеть, были сожжены; на месте мечети позже возвели церковь. При этом португальцы также положительно отзывались о Маскате: мореход Дуарте Барбоза хвалил его рыбу и другие товары, а адмирал Албукерке, взявший город, восхищался его архитектурными и торговыми качествами.
Албукерк высадился на острове Масира и без боя вошёл в Калхат, после чего в кровопролитной битве захватил Курайят, расположенный в 80 км от Маската. Попытки жителей Маската заключить договор с португальцами не принесли плодов. Албукерке сперва начал обстреливать город с воды, а затем отправил солдат на штурм; 25 августа 1507 года Маскат был взят, большинство жителей перебиты, а их дома — сожжены.
Захватив город, португальцы немедленно начали возведение двух массивных фортов для защиты гавани; при этом форт Джалали по-видимому был построен на руинах более ранних укреплений. При португальцах Маскат несколько раз атаковали оттоманские суда: в 1546 году его обстреляли с воды, а в 1552 году, после 18-дневной осады, его взял флот под командованием Пири-реиса. Строившийся тогда форт Аль-Мирани не смог защитить небольшой португальский гарнизон. Впоследствии Португалия отвоевала Маскат назад, хотя в 1580 или 1581 году оттоманский флот под командованием Мир Али-бея захватил и разграбил город, а затем отправился дальше.
В связи с ростом напряжённости в западной части Индийского океана португальские власти постепенно построили в Маскате целую систему укреплений: помимо фортов Сан-Жуано (Джалали) и Капитано (Мирани), завершённых в 1586—1588 годах, военный архитектор и капитан Белкиор Каласа построил орудийную площадку, соединённую с фортом лестницей. В знак признания заслуг форт Капитано был поименован в честь Белкиора. Ввиду усиления оманских султанов-йарубидов Маскат пришлось укреплять и против возможного нападения с суши: город защитили земляной стеной, которую обнесли рвом; возвели несколько сторожевых башен и укрепили существовавшие оборонительные сооружения. Средства на поддержание укреплений в надлежащем виде поступили от градоправителя, шейха Кайса ибн Рашида, который взамен получил от Португалии разрешение на независимое правление Маскатом.
Помимо фортов в 1597 году португальцы построили в Маскате августинский монастырь с церковью. Они находились на территории комплекса, в котором также располагалась резиденция губернатора, фактория, военный гарнизон, колодец и сад; этот комплекс получил название г(а)рейза или грейза, от португальского слова «церковь» (порт. igreja). Примерно в то же время было построено новое здание таможни, а также увеличена портовая погрузочная платформа, доходившая теперь до форта Капитано (Мирани). Оборонительные сооружения Матраха также были усилены, однако определить, что именно было сделано, сложно из-за отсутствия документов. Возможно, что укреплённый квартал Сур аль-Лаватия изначально был частью португальского форта.
Атаки оманских султанов постепенно становились всё сильнее: попытка Насир ибн Муршида взять Маскат в 1640 была неудачна, но в 1648 он смог держать двухмесячную осаду, вынудив португальцев оставить все форты вне Маската. Его преемник, Сайф I из династии йарубидов, ворвался в Маскат ночью и затем держал гарейзу в осаде на протяжении шести месяцев. Когда она пала, Сайф I вырезал всех прятавшихся там португальцев и белуджей, за исключением 18 человек, принявших ислам.

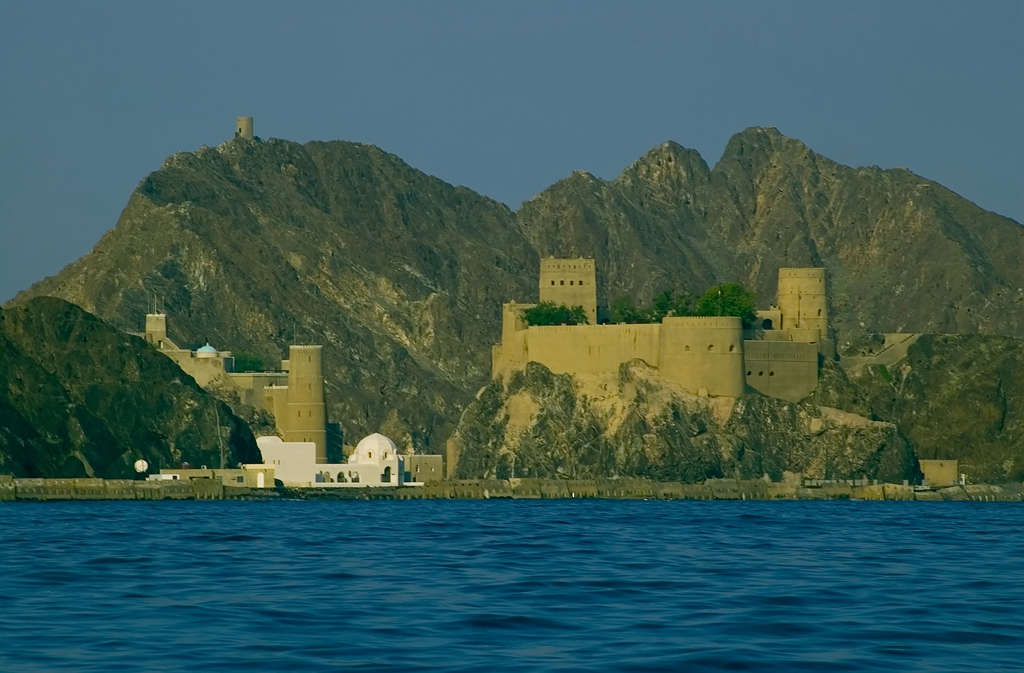
Форты Джалали (слева) и Мирани (справа)
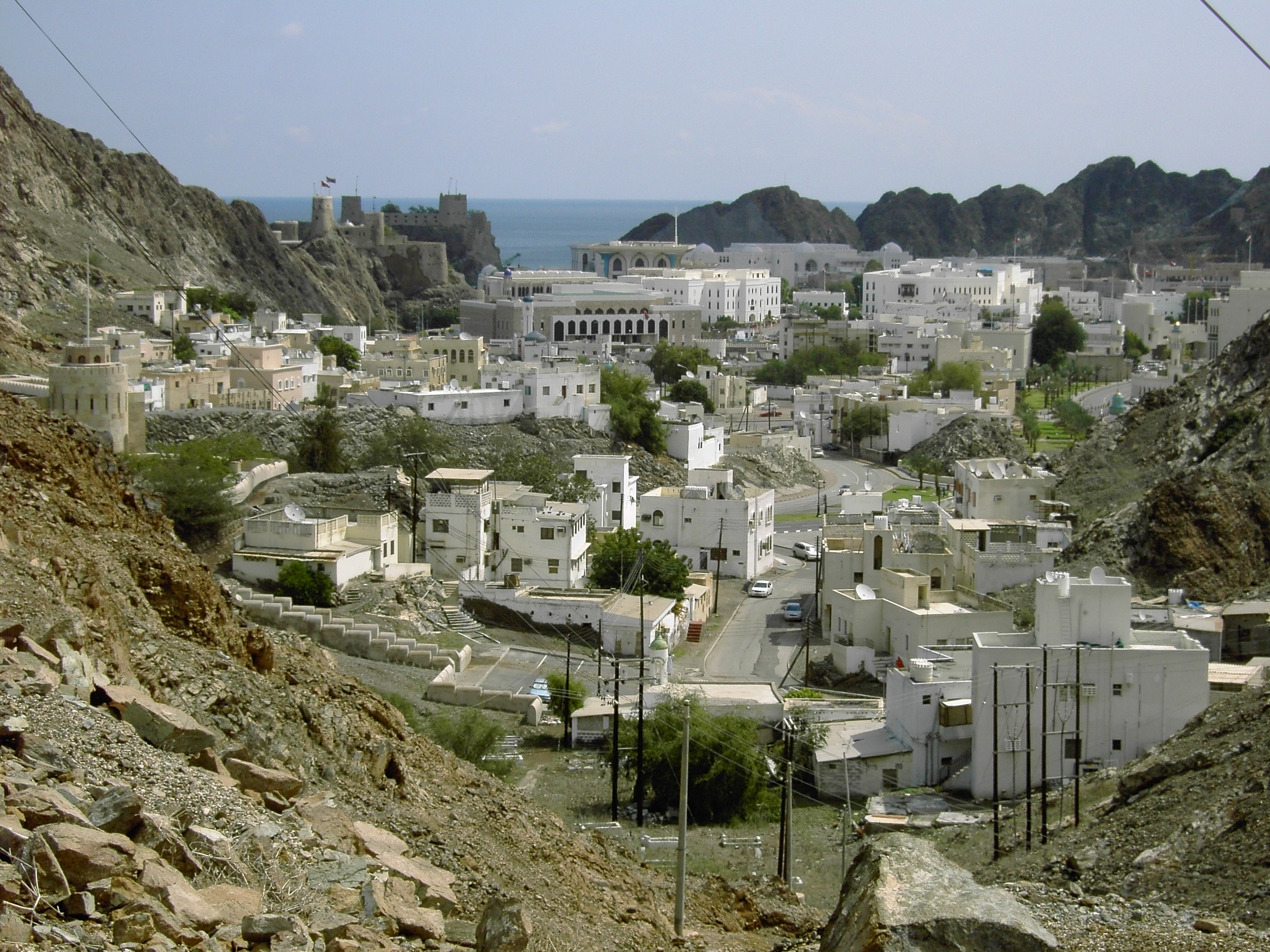
Старый город, вид на гавань
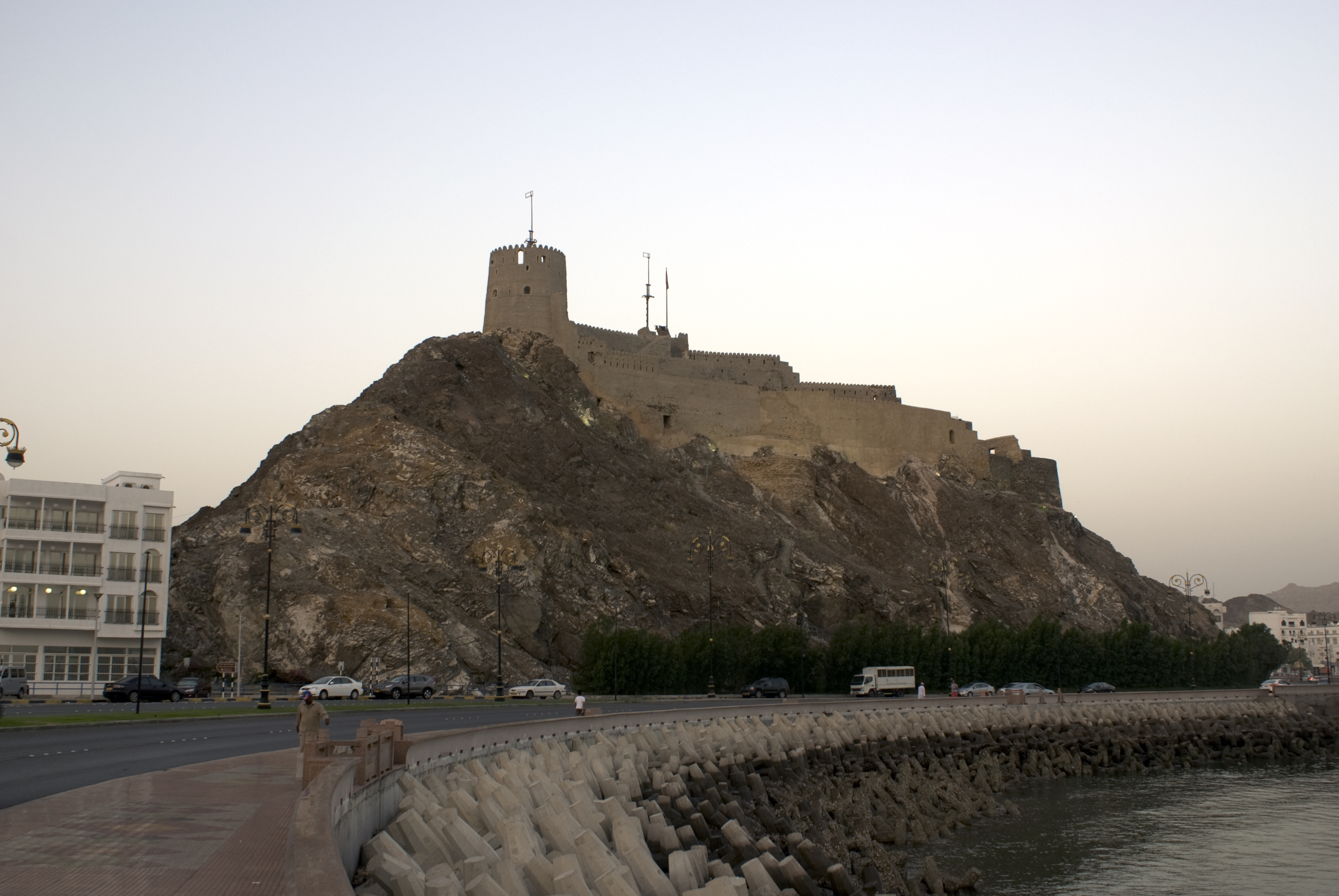
Форт Матрах
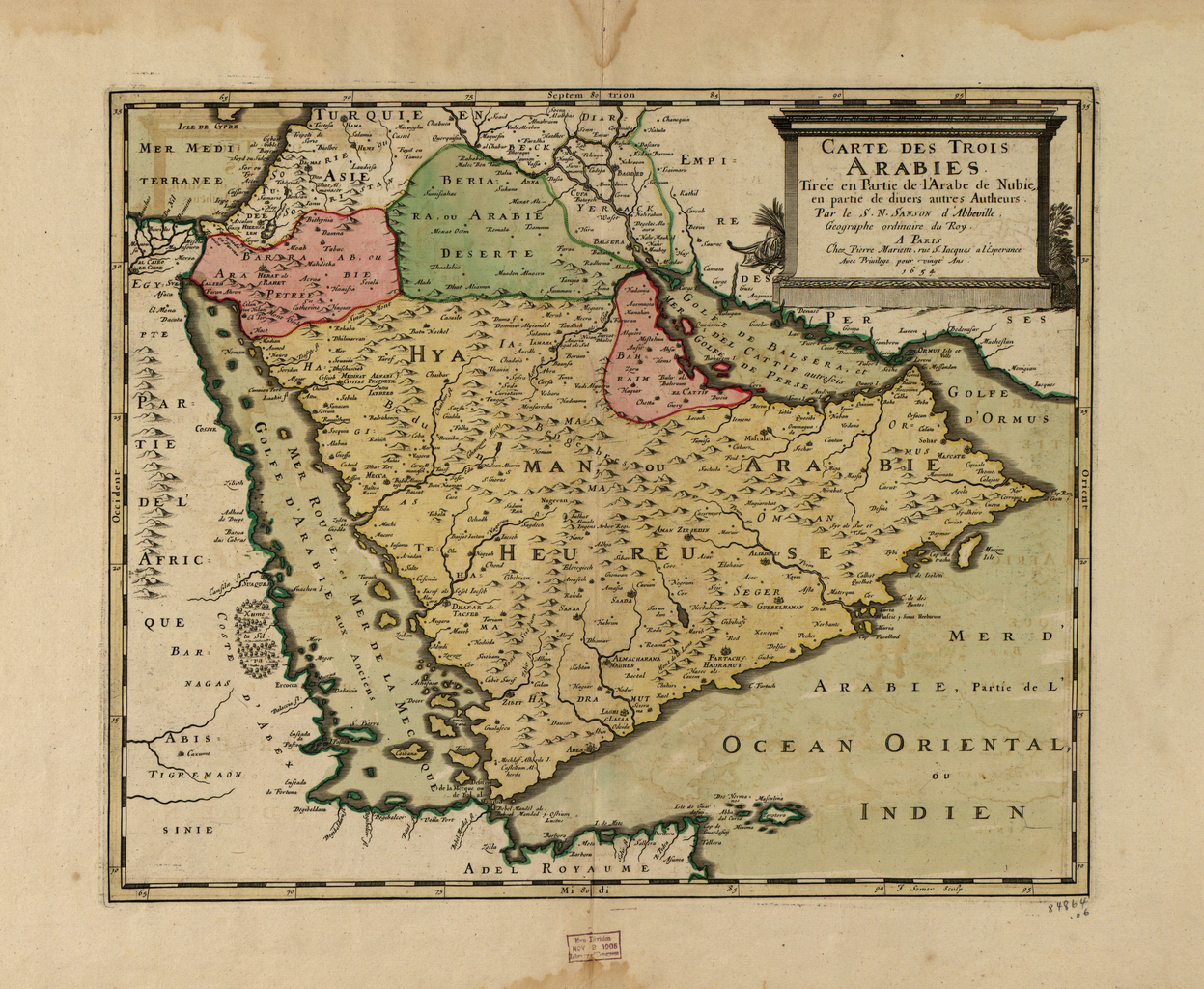
Маскат на карте 1654 года

### При йарубидах
Сведения о Маскате при йарубидах так же отрывочны и скудны, как и при португальцах. Известно, что в это время маскатцы пользовались августинским монастырём и двумя церквями: одна из них стала резиденцией имама, а вторая была превращена в склад. Султаны-йарубиды превратили Оман в торговую империю, Маскат стал её главным портом. Португалия больше никогда не возвращалась в Маскат. При йарубидах оборона Маската укреплялась и дальше; они построили несколько сторожевых башен на холмах за городом и обновили форт Джалали.
Последний йарубид, Сайф II ибн Султан, не пользовался поддержкой внутри страны и призвал персидского шаха Надира отправить войско ему в помощь. Персы захватили Маскат и значительную часть оманского берега, после чего Сайфа II разбил торговец Ахмед ибн Саид, основавший династию Аль Саид.

### Первые Аль Саиды

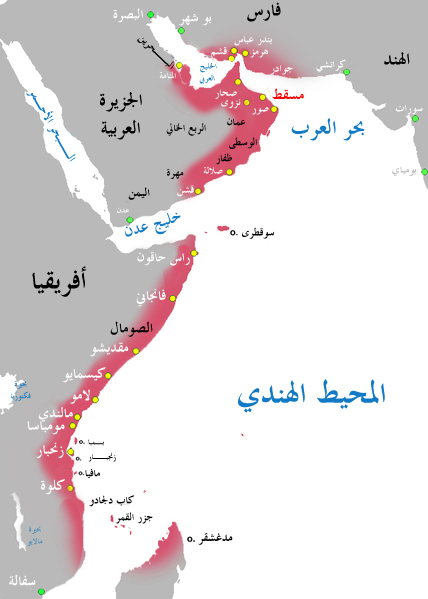
Оманская империя на пике могущества, 1856 год

Первые Аль Саиды активно расширяли морскую торговлю, что означало и рост влияния Маската.
Сыновья Ахмеда, Сайф и Султан, в 1781 году захватили форты Джалали и Мирани и заточили там своего брата Саида; Ахмеду пришлось начать осаду. Первым пал Мирани, затем Ахмед начал бомбардировку Джалали одновременно из второго форта и с моря. Саид смог бежать из Джалали, после чего Ахмед дипломатическим путём заставил Сайфа и Султана сдаться.
Унаследовавший власть Саид сам попал в такую же ситуацию, как и его отец, когда сын вакиля Маската по имени Мухаммад ибн Хальфан заточил сына Саида, Ахмеда, в форте Джалали. Однако в этот раз брат узника, Хамид, помог своему отцу освободить Ахмеда. Мухаммад ибн Хальфан после этого был низложен, а Хамид стал наследником.
Хамид ибн Саид, третий султан династии Аль Саид, подобно своим предкам, развивал морскую торговлю. Чтобы лучше её контролировать, он перенёс столицу из Рустака в Маскат в 1784 году. В правление Хамида в Маскате периодически останавливался купец Британской Ост-Индской компании, там находилась постоянная торговая миссия Майсура. При Хамиде оборона города была усилена, в частности, он возвёл защитные укрепления в расположенной поблизости деревне Руви.
XIX век стал периодом максимального могущества Омана, сумевшего захватить побережье от нынешнего Пакистана до Занзибара; в то же время расширение империи означало падение важности Маската. Постоянная резиденция пятого имама-саидита, Саида ибн Султана, была перенесена на Занзибар, а после его смерти наследники разделили империю на две части: богатый султанат Занзибар и бедный Маскат и Оман. Росла и напряжённость между Маскатом и жившими в глубине Аравийского полуострова племенами.
При Саиде ибн Султане, тем не менее, в Маскате велось строительство: было построено несколько строений дворцового комплекса Аль-Алям: гарем, главное здание и Байт аль-барза, где султан проводил меджлисы (литературные салоны, аудиенции). Церковь в гарейзе к этому моменту уже снесли. Также в 1830-х годах городе было построено много домов для знати, значительная часть которых сохранилась до 1970-х; среди них: дома сыновей Фейсала бен Турки, Байт-Надир-ибн-Фейсал, Байт-Аббас-ибн-Фейсал, Байт-аль-Вакиль; дом французского консула Байт-Фаранса; Байт-ар-Рувайхи, принадлежавший, по-видимому, кому-то из племени Рувайхи, Байт-Гарайза, стоявший рядом с гарейзой.

### После разделения Оманской империи
Селим ибн Тувайни в 1866 году убил своего отца, Тувайни ибн Саида и вступил в Маскат; спустя два года коалиция пустынных племён и религиозных лидеров во главе с Аззаном ибн Кайсом завоевала город. Кайс правил всего три года, после чего был убит под Матрахом.
В 1883 и 1885 годах Маскат осаждало войско племенного альянса Хинави, Турки ибн Саид смог отбить первое нападение, однако унаследовавший власть его сын Фейсал бен Турки был вынужден скрыться в форте Джалали и ждать помощи от враждебного Хинави альянса Гафири. До их прибытия Хинави грабили город, а затем согласились отступить в обмен на дары.
После нападения Хинави Фейсал бен Турки увеличил дворцовый гарнизон и пополнил арсенал фортов. При этом снижение доходов Омана было отмечено путешественниками, удивлёнными тому, что в 1898 году во дворце были видны следы разрушений после нападения 1885 года.
Несмотря на альянс с Британией, Оман периодически сближался и с Францией. В отличие от Британии, требовавшей запретить торговлю рабами, Франция помогала скрывать рабовладельческие доу, приносившие Оману и конкретно Маскату немалую прибыль; также французы активно скупали оружие на маскатском суке. В 1898 году Фейсал бен Турки разрешил строительство французской углезаправочной станции в Бандар-аль-Джиссе. Когда британские власти узнали об этом соглашении, они обстреляли маскатский дворец, принудив Фейсала разорвать сделку; французские суда однако смогли пользоваться углём, поставляемым в Маскат.
С ростом напряжённости в мире перед началом Первой мировой войны индийское правительство послало на защиту Маската военный контингент, расположившийся в Байн аль-Фаладже близ Матраха. Через два года они помогли отбить нападение оманских племён.
В 1885—1910-х годах в Маскате произошёл ещё один небольшой всплеск строительства, во время которого было возведено новое здание британского консульства (1890) и расширены владения индийского представительства. В то же время были построены три крупнейшие мечети Маската, возведённые до 1970-х: мечеть Али Мусы (1910), мечеть аз-Завави (1906) и мечеть Насиб-хана (дата постройки неизвестна). Все эти мечети — суннитские; крупнейшая ибадитская мечеть — аль-Хавр.

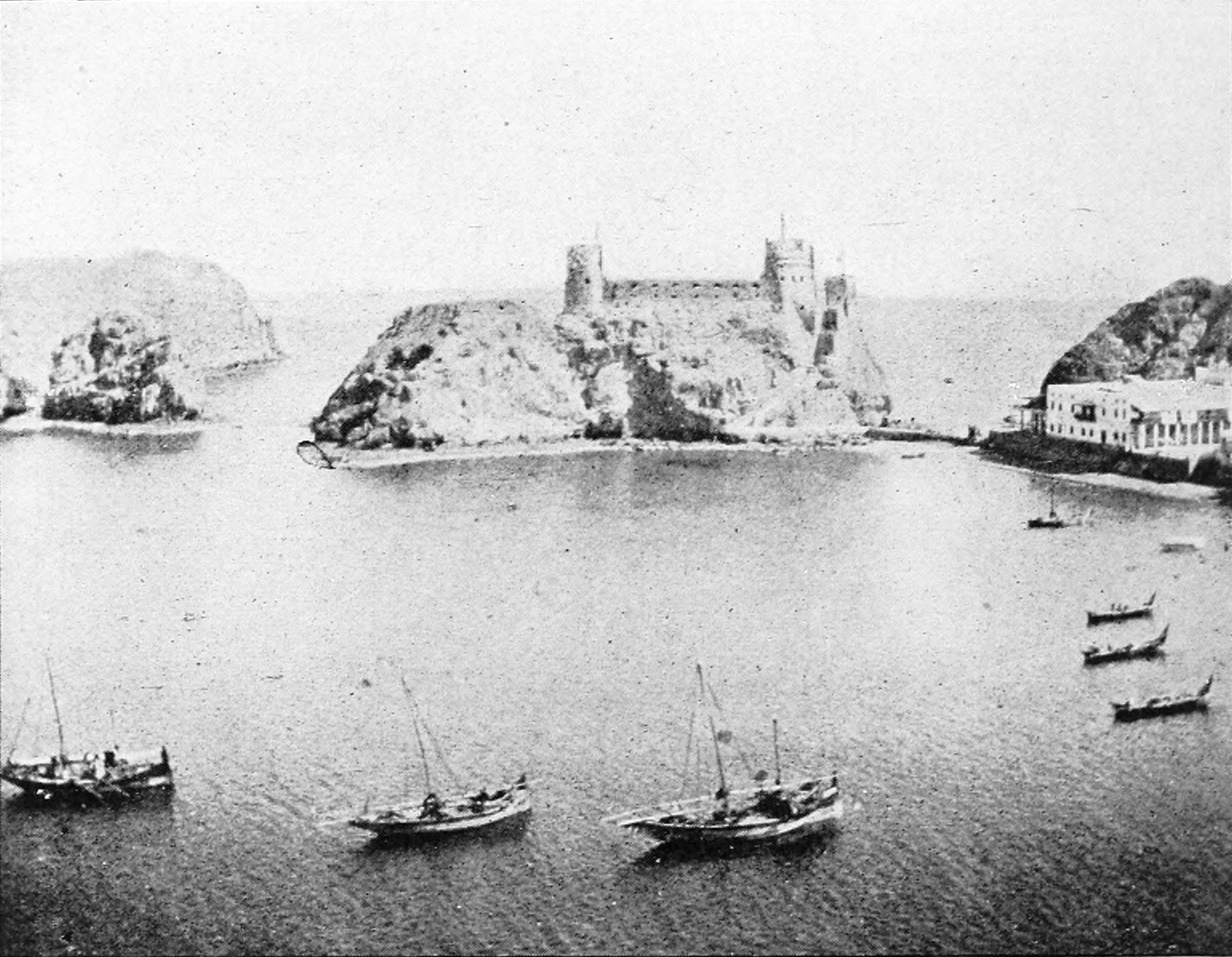
Маскатская гавань в 1903 году
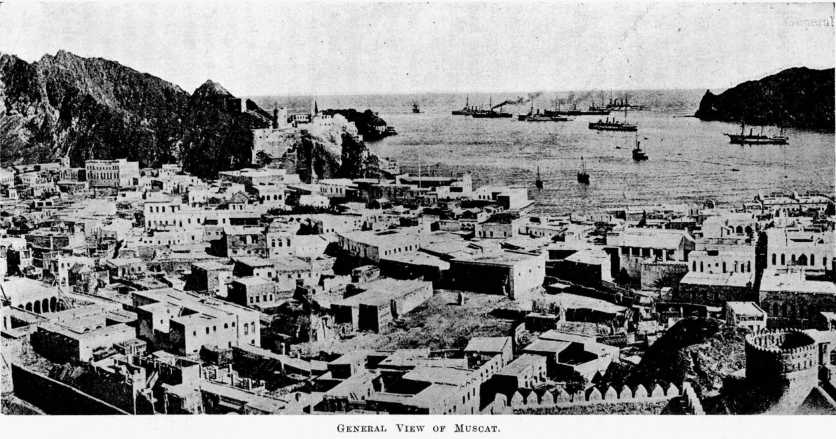
Маскат во время Первой мировой войны
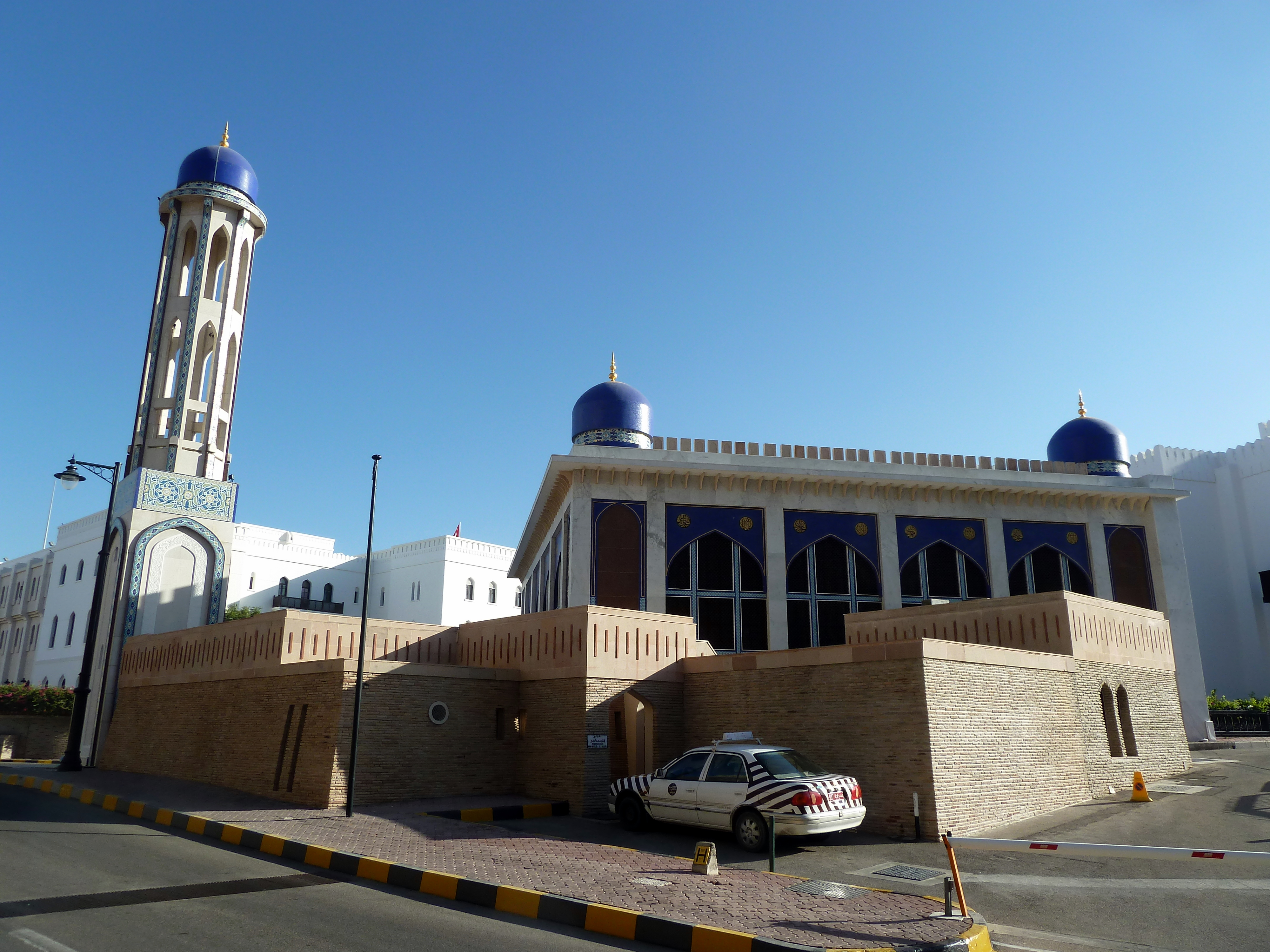
Мечеть аль-Хавр

### 1900—1960-е годы
На протяжении большей части XX века Маскат постепенно приходил в упадок, нового строительства там не велось. В 1950-х Маскат всё ещё был разделён на части городской стеной, возведённой ещё португальцами: богатые горожане жили внутри, бедные — снаружи. Кварталы, располагавшиеся за городской стеной, отражали род деятельности их жителей: ад-Далалиль («торговые посредники»), ан-Нисасиль («ткачи»), аль-Хинна («торговцы хной»).
В стене было три отверстия, через которые можно было попасть внутрь: аль-Баб ас-Сагир («маленькие ворота») на юге, которые изначально были главными в городе и вели на базар; аль-Баб аль-Кабир («большие ворота») на юго-востоке, построенные на месте канала, пущенного по трубам; и западные ворота аль-Баб аль-Митаиб у форта Мирани.
С начала XX века форты Мирани и Джалали постепенно ветшали, как и сторожевые башни; от португальских церквей ничего не осталось, дворец Аль-Алям периодически подновляли, но с 1958 года султан там не жил и состояние здания стало ухудшаться. Вне городской стены строительство шло несколько более активно, в 1940—1965 годах были возведены школа, банк и здание муниципалитета.
Население Маската было очень разнородно. Исторически его населяло арабское племя Бани Ухайб, однако в начале XX века крупнейшей этнической группой города были белуджи, за ними следовали африканцы; также помимо арабов в Маскате жили персы, банья и другие индийцы. По словам современников, на городском рынке можно было услышать 14 языков. Арабы продолжали составлять основное население множества соседних с Маскатом деревень, однако белуджи нередко жили в рыбацких кварталах. Небольшая еврейская община города к началу XX века исчезла.

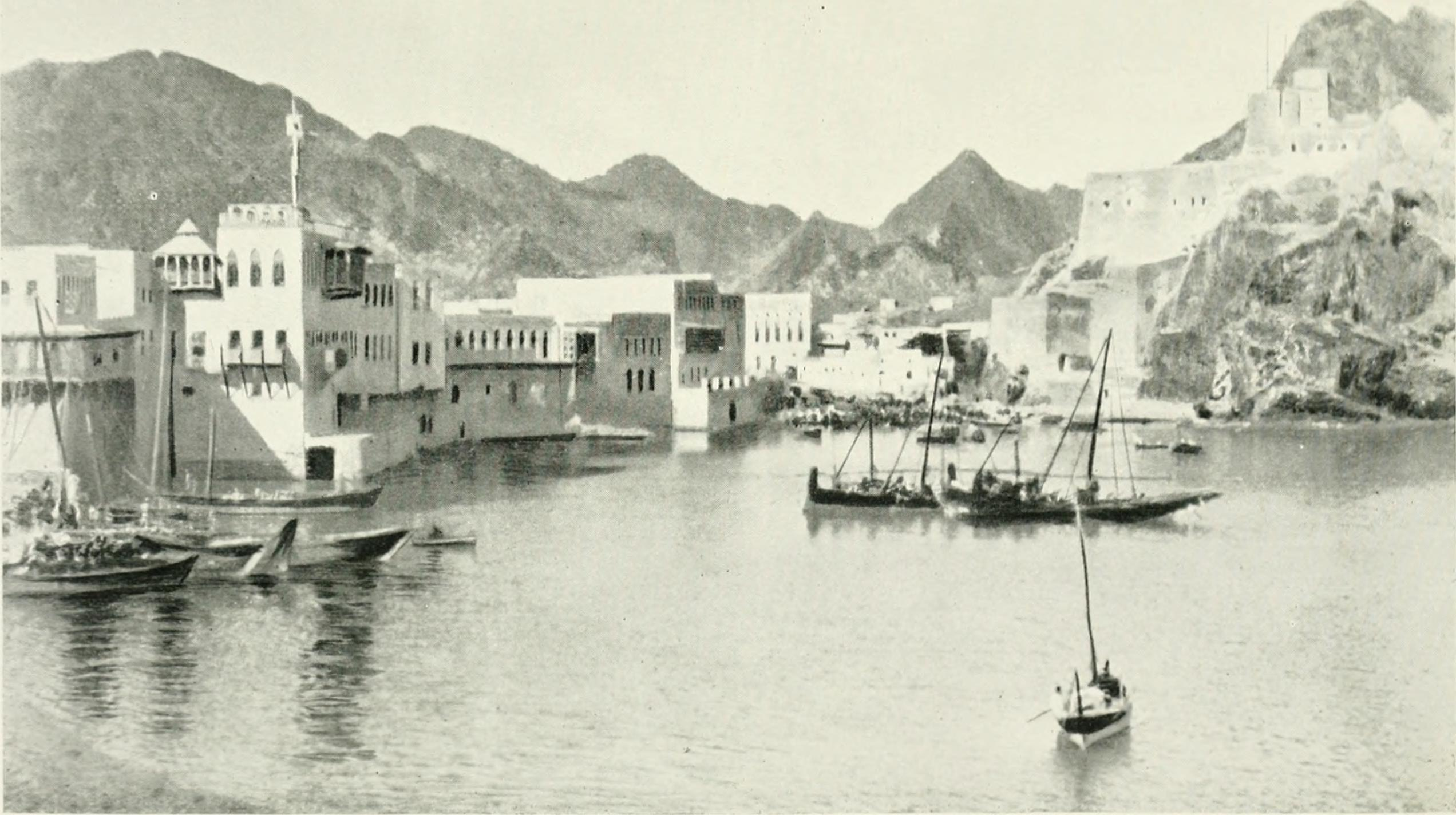
Старый Маскат, 1904. Здание слева с балконом — старый дворец Аль-Алям, слева от него находится здание гарема
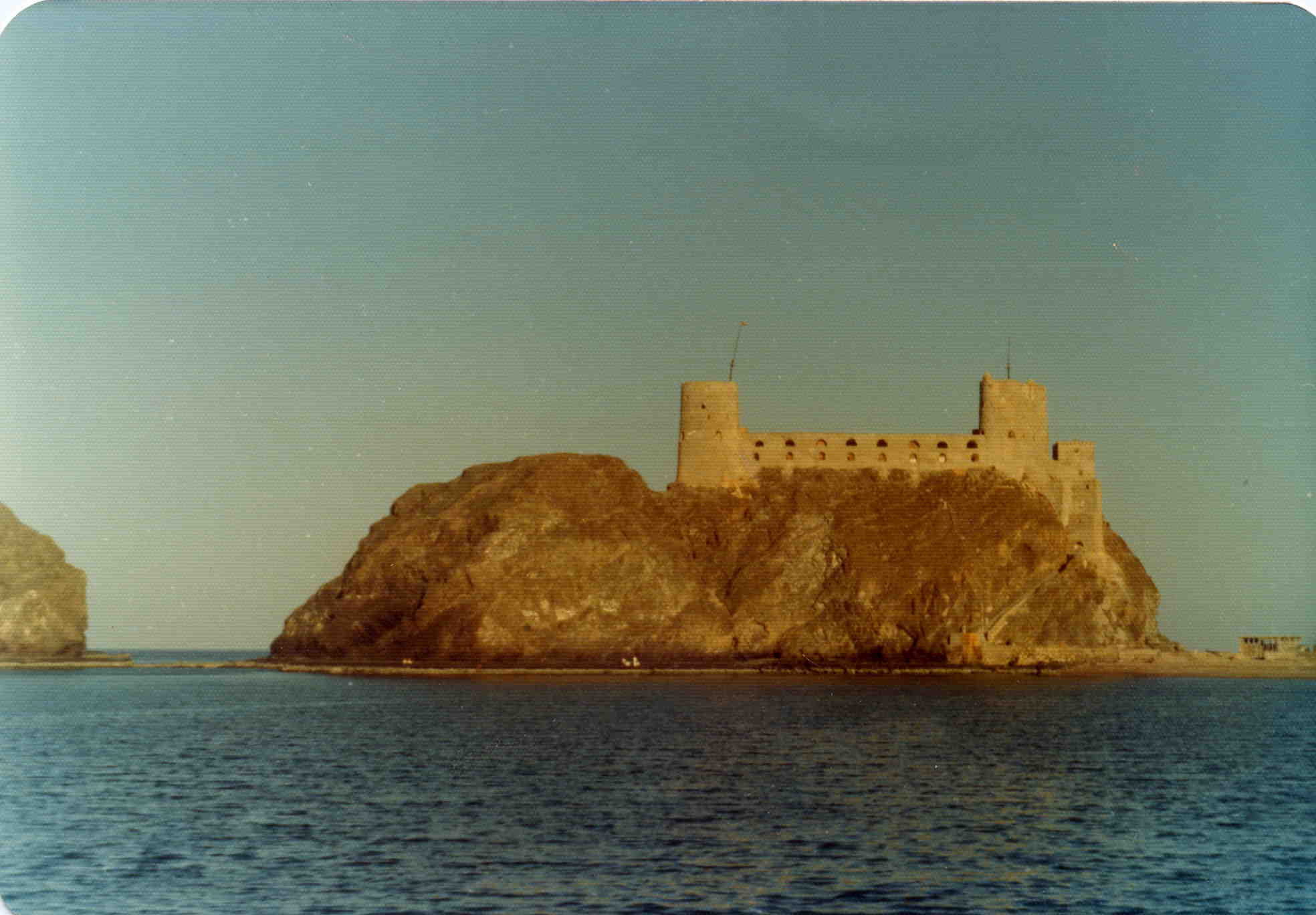
Форт Джалали, 1973

### Правление Султана Кабуса

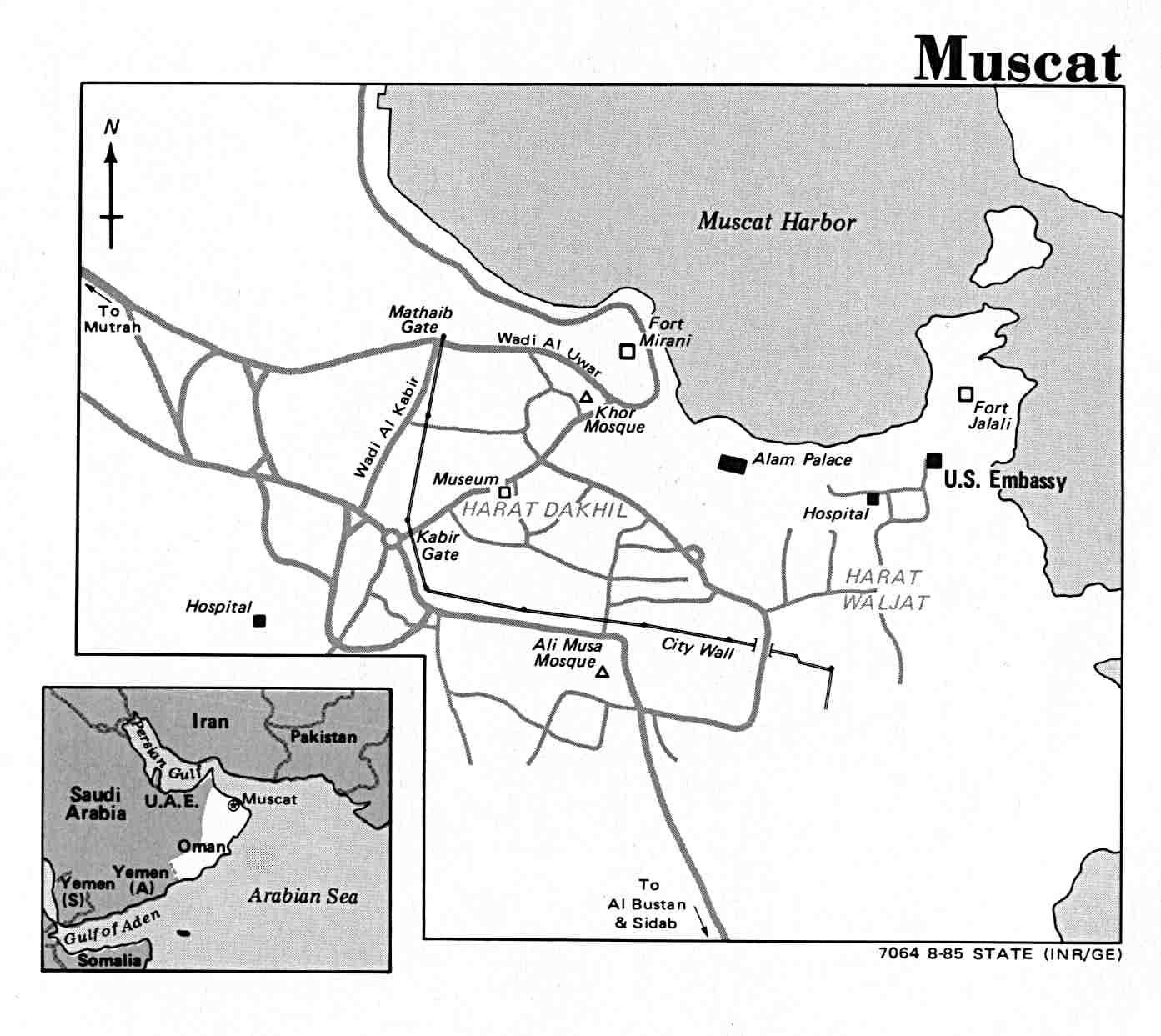
Карта Маската, 1985

В 1964 году в Омане была обнаружена нефть, а 23 июля 1970 года сын правящего султана Саида бен Таймура Кабус сместил своего отца, организовав переворот. Этим закончилась эпоха изоляции и традиционализма в Омане, новый султан начал бурную модернизацию страны, широко поддержанную народом. Среди прочего, Кабус бен Саид нанял британского архитектора Джона Харриса, который составил план развития Маската и Матраха.
Резко увеличившийся в размерах штат чиновников потребовал разворачивания активного строительства, и вскоре министерство обороны заняло комплекс правительственных зданий Муаскар аль-Муртафа за новым аэропортом, тогда как другие министерства переехали несколько дальше, в деревню Руви, вошедшую в состав города и ставшую торговым центром, и в районах аль-Хувайр и аль-Курм.
Город быстро рос, в нём прокладывали дороги и строили жилые и нежилые здания, однако из-за географических ограничений расширяться на восток Маскат почти не мог. В начале 1970-х был возведён плановый квартал Мадинат-Кабус, вокруг него один за другим открывались торгово-развлекательные кварталы. Расширение города и включение в него всё новых деревень привело к тому, что Маскат стал представлять собой узкую полосу, растянувшуюся с запада на восток на 60 км. Новые здания приходилось строить всё дальше и дальше от центра, что привело к серьёзным проблемам с пробками: перекрытие шоссе Султан-Кабус из-за аварии или проезда высшего руководства означает, что водители должны перепрокладывать путь по узким улицам жилой застройки.
Изначально переехавшие в Маскат в 1970-х оманцы возвращались в родные места еженедельно, но постепенно они начали рассматривать город как своё постоянное место проживания. Вместе с этим, по состоянию на 2003 год почти 40 % населения города составляют иностранцы. Распределение по районам зависит от социоэкономического статуса: чиновники средней руки и выше, управленцы коммерческих компаний и почти все иностранцы живут в удалении от центра, в районах от аль-Курма до ас-Сиба и аль-Хавда; наёмные работники низшего звена снимают комнаты в старом центре или в жилье, предоставленном компанией; это не касается прислуги, проживающей вместе с нанимателями. В Руви имеется значительный процент азиатского населения и магазины азиатских товаров, но в целом в Маскате этническая сегрегация отсутствует.

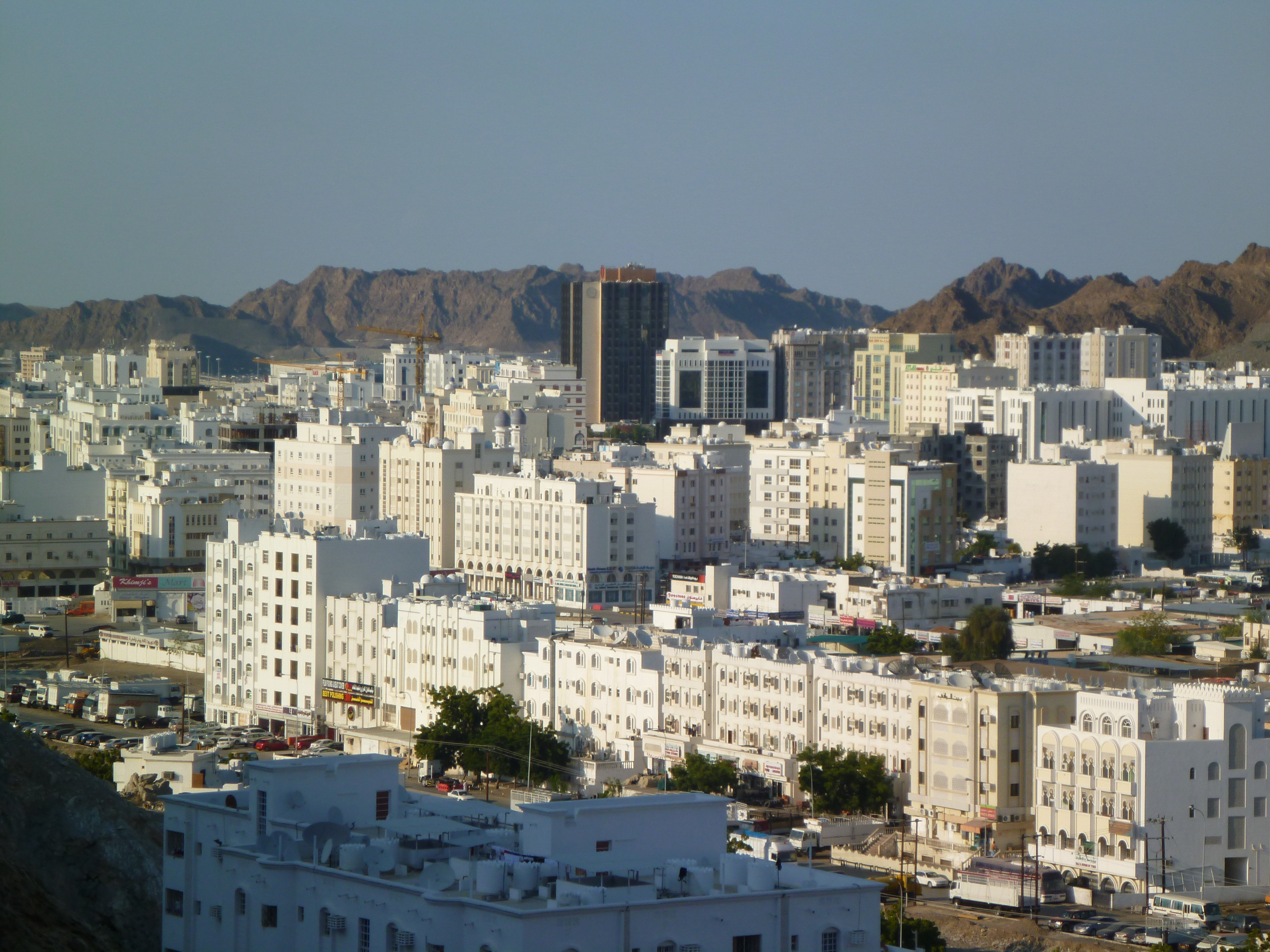
Современный Руви
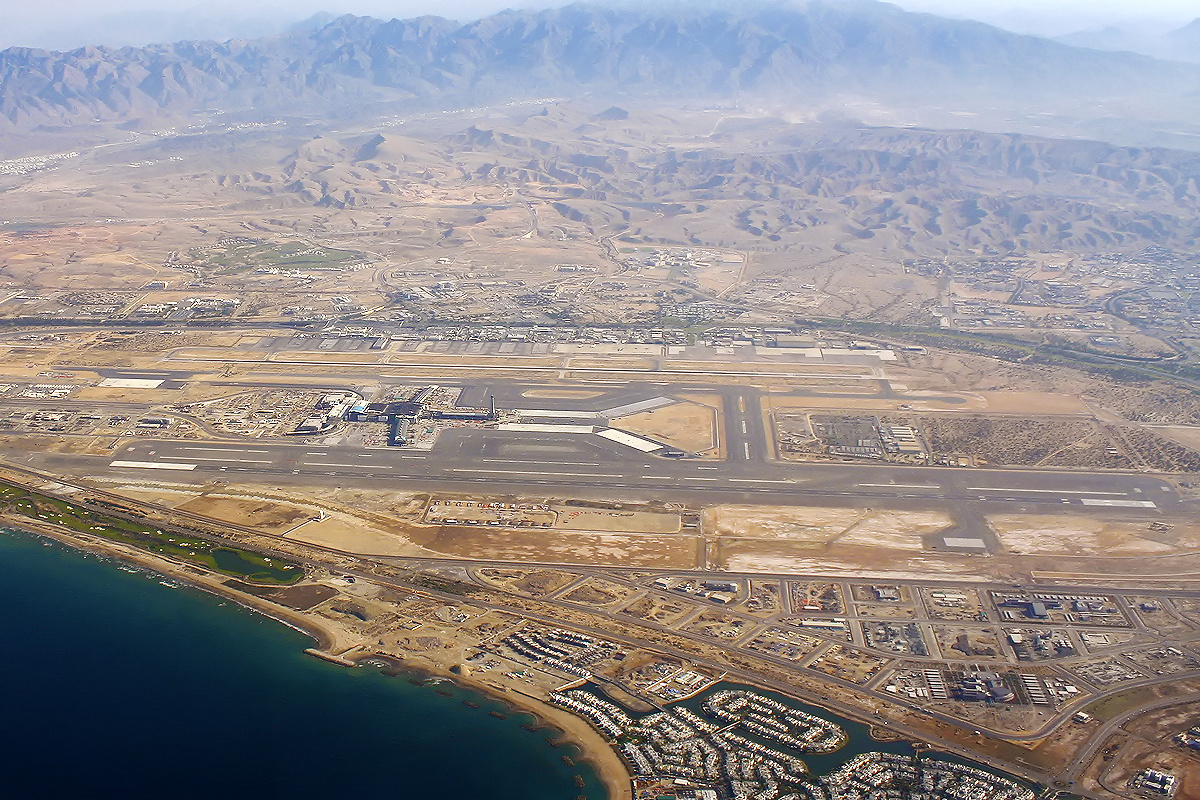
Вид на аэропорт

Отрицательной стороной резкого роста стало невнимание к сохранению исторического наследия. Множество памятников старины, расположенных внутри городских стен, к примеру, джума-мечети Низва и Нахль с михрабами XIII—XIV веков, были снесены; реставрация малоиспользуемого дворца Аль-Алям проведена небрежно, в неопределяемом индо-британском стиле, и повлекла утерю ценнейших документов, а также снос набережной между Мирани и британским посольством. Уничтожены традиционные постройки индийского квартала аль-Баньян, в том числе мечеть и индуистский храм; исчез и маскатский сук. Городская стена была снесена и воссоздана из привозного камня, при этом ворота аль-Баб аль-Кабир, рухнувшие в 1962 году, были переделаны безо всякой оглядки на архитектуру Маската.
Форт Джалали, служивший до того тюрьмой, подвергся «диснеефикации»: там посадили деревья, построили фонтаны и железную дорогу, там проводится световое шоу. Мирани избежал этой же участи, благодаря тому, что он остаётся штаб-квартирой королевской гвардии, однако подведение к нему дороги потребовало уничтожения орудийной площадки. Байт-Гарайза был восстановлен в относительно традиционном стиле, но во время реставрации Байт-аль-Вакиль был снесён, такая же судьба постигла здание британского посольства; такие строения как Байт-Аббас и Байт-Надир не используются и постепенно ветшают. В 2004 году для возведения новых строений дивана был снесён квартал аль-Ваджат, а с ним и мечеть аз-Завави. Расширение дивана повлекло снос кварталов и десятка садов, расположенных за пределами городской стены.

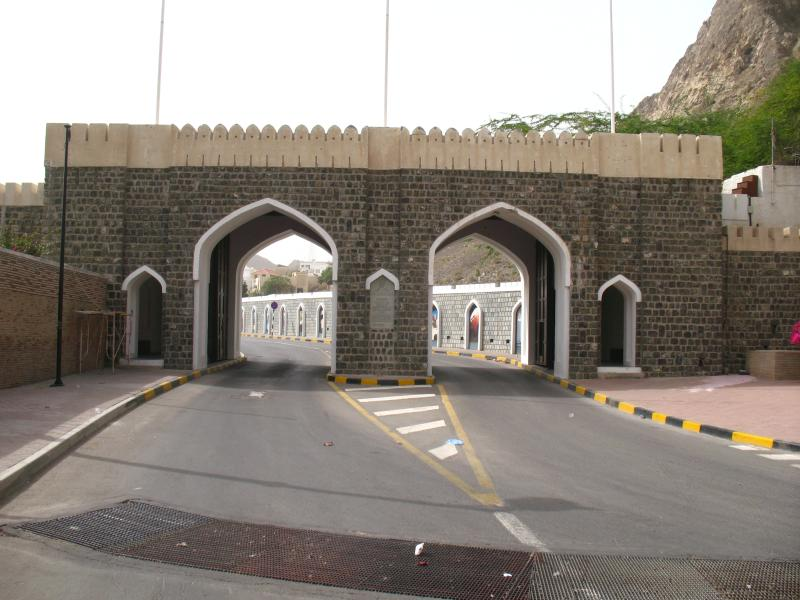
Городские ворота после реставрации, 2009
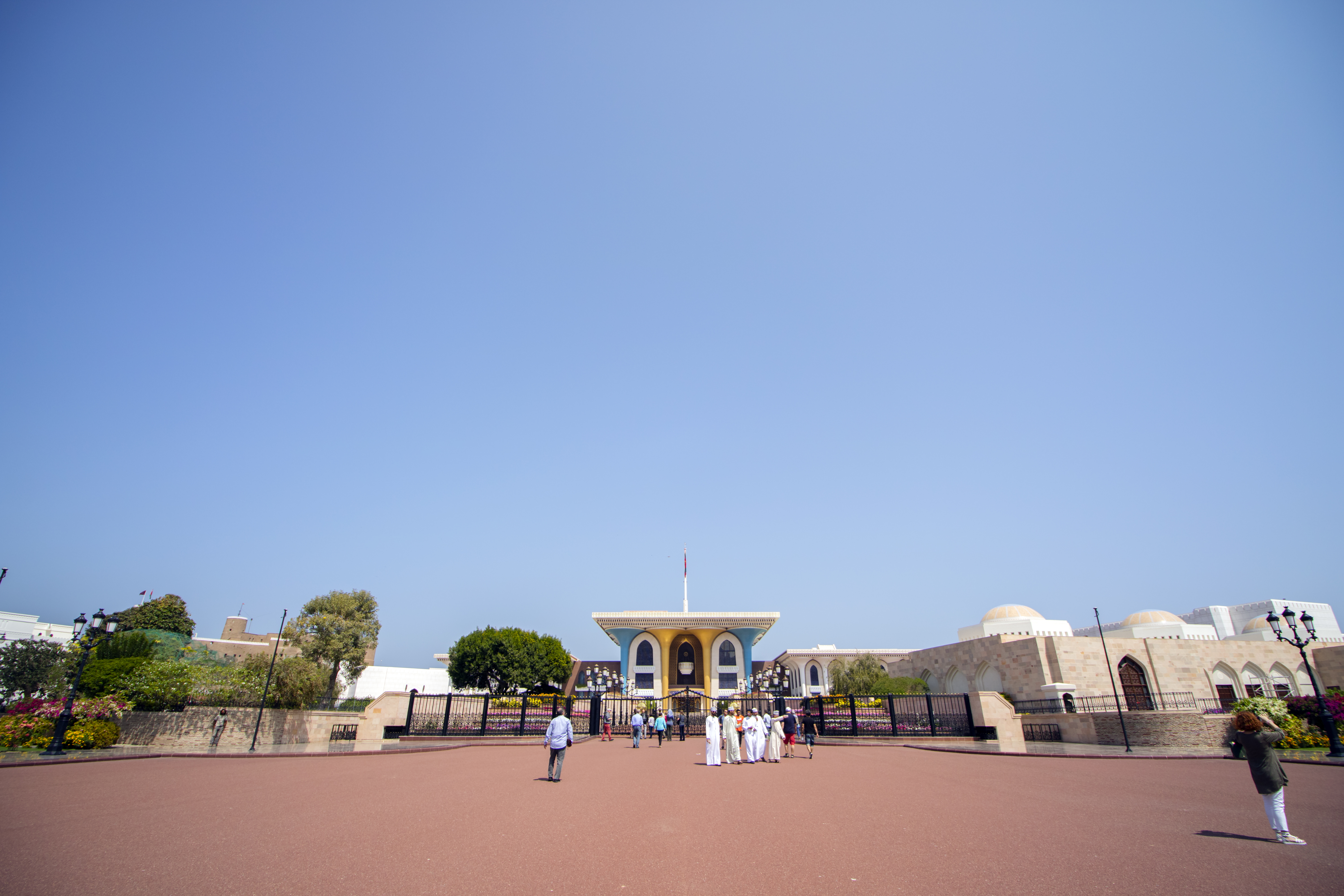
Внутренний двор дворцового комплекса
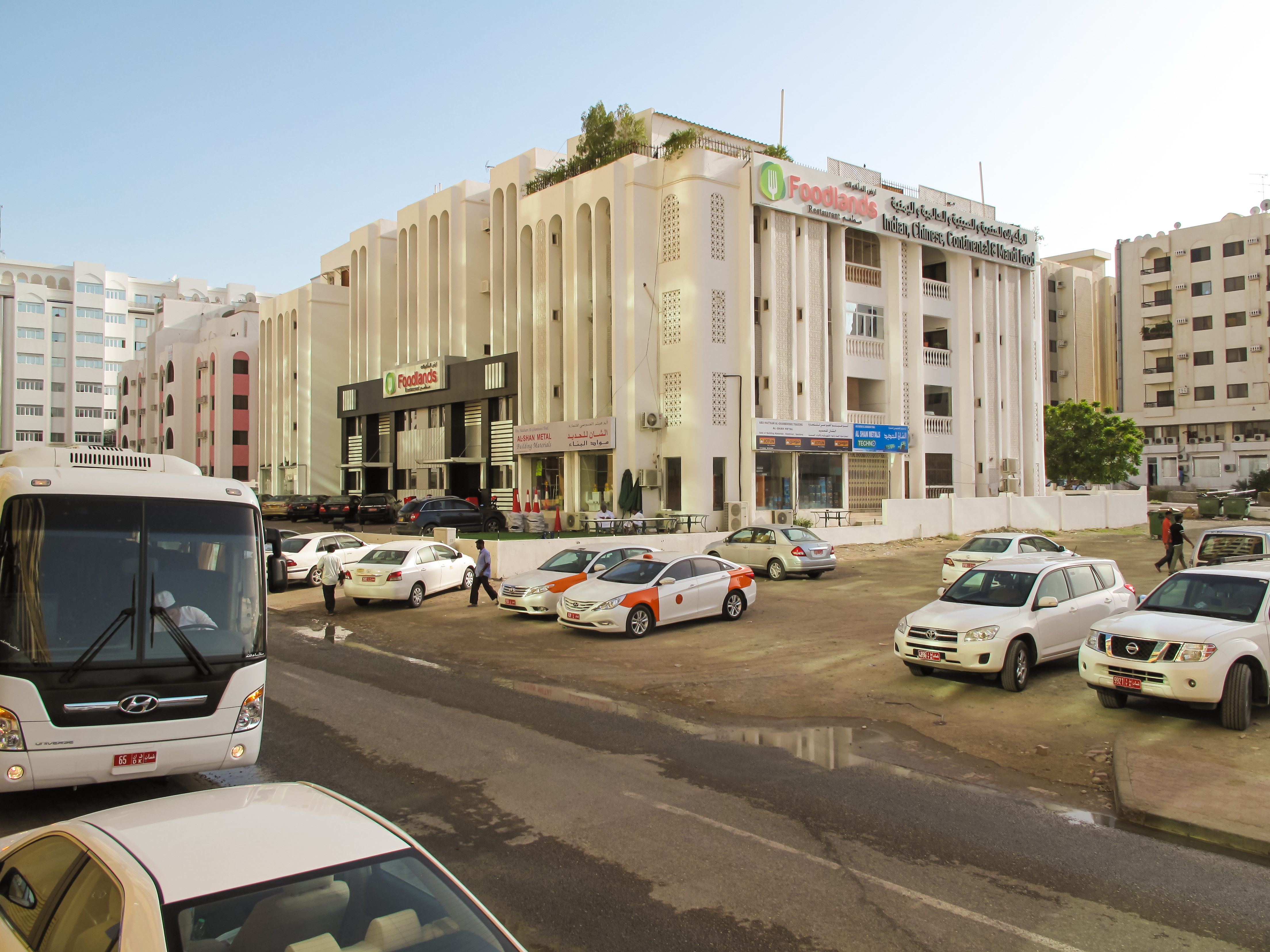
Городские улицы

### Комментарии
1. ↑  Губернатора, управляющего
2. ↑  Современная мечеть аз-Завави не имеет к ней отношения

### Сноски
1. ↑  Городецкая И. Л., Левашов Е. А.  Маскат // Русские названия жителей: Словарь-справочник. — М.: АСТ, 2003. — С. 185. — 363 с. — 5000 экз. — ISBN 5-17-016914-0.
2. ↑  Ф. Л. Агеенко. Словарь собственных имён русского языка. ООО «Издательство „Мир и Образование“» (2010). Дата обращения: 1 мая 2019.
3. ↑  عدد سكان السلطنة بنهاية مايو 2015 (араб.). ncsi.gov.om. المركزالوطني للإحصاء (29 июня 2015). Дата обращения: 3 августа 2017. Архивировано 3 августа 2017 года.
4. 1 2 3 4 5 6  Peterson, 2006, p. 3.
5. 1 2  Foster, 1844, p. 173.
6. ↑  Miles, 1999, p. 468.
7. ↑  John Hailman. Thomas Jefferson on Wine. — Jackson: University Press of Mississippi, 2009. — P. 49. — 457 p. — ISBN 1604733705.
8. ↑  Wendell Phillips. Unknown Oman. — International Book Centre, 1972. — P. 4. — 319 p. — ISBN 0866850252.
9. ↑  Adrian Room. Placenames of the World: Origins and Meanings of the Names for over 5000 Natural Features, Countries, Capitals, Territories, Cities and Historic sites. — Jefferson, North Carolina: McFarland & Company, Inc., 1997. — P. 246. — 441 p. — ISBN 0786401729.
10. ↑  The Legendary Cuisine of Persia / Margaret Shaida. Дата обращения: 11 января 2023. Архивировано 10 января 2023 года.
11. ↑  Miles, 1997, p. 399.
12. ↑  Seeb Climate Normals. National Oceanic and Atmospheric Administration. Дата обращения: 19 декабря 2012.
13. ↑  Ghazanfar, 1998, p. 80.
14. ↑  Salm, 1993, p. 52.
15. ↑  Miles, 1997, p. 410.
16. ↑  Barth, 2002, p. 292.
17. 1 2  Peterson, 2006, p. 2.
18. ↑  Peterson, 2006, p. 1—2.
19. ↑  Foster, 1844, p. 231, 241.
20. ↑  Foster, 1844, p. 231.
21. ↑  Виташевская М. Н. Странствия Афанасия Никитина. — Мысль, 1972.
22. 1 2 3  Peterson, 2006, p. 4.
23. ↑  Peterson, 2006, p. 4—5.
24. ↑  Peterson, 2006, p. 5.
25. ↑  Peterson, 2006, p. 6.
26. 1 2 3 4  Peterson, 2006, p. 7.
27. 1 2 3  Peterson, 2006, p. 8.
28. 1 2 3  Peterson, 2006, p. 9.
29. 1 2 3 4  Peterson, 2006, p. 10.
30. 1 2  Peterson, 2006, p. 11.
31. 1 2 3 4 5 6  Peterson, 2006, p. 12.
32. 1 2 3  Peterson, 2006, p. 13.
33. 1 2 3 4  Peterson, 2006, p. 16.
34. 1 2  Peterson, 2006, p. 17.
35. ↑  Peterson, 2006, p. 13—14.
36. 1 2 3  Peterson, 2006, p. 14.
37. 1 2 3  Peterson, 2006, p. 15.
38. ↑  Peterson, 2006, p. 18.
39. 1 2  Peterson, 2006, p. 19.
40. 1 2 3  Peterson, 2006, p. 20.
41. 1 2  Peterson, 2006, p. 22.
42. 1 2 3  Peterson, 2006, p. 21.
43. 1 2 3 4 5  Peterson, 2006, p. 23.
44. ↑  Peterson, 2006, p. 24, 34.
45. ↑  Peterson, 2006, p. 24.
46. 1 2  Peterson, 2006, p. 25.
47. ↑  Peterson, 2006, p. 26.
48. 1 2  Peterson, 2006, p. 27.
49. ↑  Peterson, 2006, p. 27—28.
50. 1 2  Peterson, 2006, p. 28.
51. ↑  Peterson, 2006, p. 28—29.
52. ↑  Peterson, 2006, p. 29.
53. ↑  Peterson, 2006, p. 30, 32.
54. 1 2  Peterson, 2006, p. 30.
55. 1 2  Peterson, 2006, p. 31.
56. ↑  Peterson, 2006, p. 32.